# Atlético CP
Atlético Clube de Portugal – portugalski klub piłkarski, grający w trzeciej lidze, mający siedzibę w mieście Lizbona.

## Historia
Klub został założony 18 września 1942 roku w wyniku fuzji dwóch lizbońskich klubów, Carcavelinhos FC i União Football Lisboa. Zespół Carcavelinhos wywalczył mistrzostwo Portugalii w 1928 roku (zwycięstwo 3:1 w finale z FC Porto), a zespół União dotarł do finału mistrzostw w 1929 roku (porażka 1:3 w finale z CF Os Belenenses). Nowo powstały Atlético CP zajął 3. miejsce pierwszej lidze w 1944 roku. W 1946 roku przegrał finał Pucharu Portugalii ze Sportingiem CP (2:4), a w 1949 uległ w finale Benfice (1:2). W pierwszej lidze Portugalii wystąpił w 24 sezonach (stan na lipiec 2015). W sezonie 1949/1950 po raz drugi w swojej historii zajął 3. miejsce.

## Sukcesy
jako Atlético
- Segunda Divisão: 3
  - 1944/1945, 1958/1959, 1967/1968

- Terceira Divisão: 2
  - 2003/2004, 2005/2006

- Taça de Portugal finalista: 2
  - 1945/1946, 1948/1949

jako Carcavelinhos
- Campeonato de Portugal: 1
  - 1927–28

- Segunda Divisão: 2
  - 1934–35, 1938–39

jako União de Lisboa
- Campeonato de Portugal finalista: 1
  - 1928/1929

## Historia występów w pierwszej lidze
| Sezon     | Pozycja      | M  | Pkt. | Z  | R  | P  | GZ | GS |
| --------- | ------------ | -- | ---- | -- | -- | -- | -- | -- |
| 1943/1944 | 3. (spadek)  | 18 | 24   | 9  | 6  | 3  | 51 | 28 |
| 1945/1946 | 5.           | 22 | 21   | 8  | 5  | 9  | 38 | 55 |
| 1946/1947 | 7.           | 26 | 25   | 11 | 3  | 12 | 56 | 61 |
| 1947/1948 | 6.           | 26 | 26   | 11 | 4  | 11 | 69 | 62 |
| 1948/1949 | 10.          | 26 | 21   | 8  | 5  | 13 | 44 | 68 |
| 1949/1950 | 3.           | 26 | 30   | 11 | 8  | 7  | 53 | 42 |
| 1950/1951 | 4.           | 26 | 30   | 12 | 6  | 8  | 62 | 49 |
| 1951/1952 | 12.          | 26 | 20   | 7  | 6  | 13 | 53 | 48 |
| 1952/1953 | 12.          | 26 | 19   | 6  | 7  | 13 | 33 | 52 |
| 1953/1954 | 6.           | 26 | 10   | 8  | 8  | 28 | 49 | 43 |
| 1954/1955 | 9.           | 26 | 22   | 9  | 4  | 13 | 42 | 52 |
| 1955/1956 | 12.          | 26 | 19   | 6  | 7  | 13 | 47 | 62 |
| 1956/1957 | 14. (spadek) | 26 | 16   | 6  | 4  | 16 | 32 | 62 |
| 1959/1960 | 11.          | 26 | 21   | 7  | 7  | 12 | 34 | 46 |
| 1960/1961 | 10.          | 26 | 21   | 8  | 5  | 13 | 35 | 54 |
| 1961/1962 | 6.           | 26 | 26   | 11 | 4  | 11 | 41 | 42 |
| 1962/1963 | 13. (spadek) | 26 | 17   | 8  | 1  | 17 | 33 | 65 |
| 1966/1967 | 13. (spadek) | 26 | 14   | 5  | 4  | 17 | 29 | 55 |
| 1968/1969 | 13. (spadek) | 26 | 12   | 5  | 2  | 19 | 26 | 49 |
| 1971/1972 | 10.          | 26 | 30   | 8  | 9  | 13 | 35 | 52 |
| 1972/1973 | 15. (spadek) | 30 | 17   | 4  | 9  | 17 | 27 | 52 |
| 1974/1975 | 10.          | 30 | 10   | 6  | 14 | 13 | 38 | 69 |
| 1975/1976 | 10.          | 30 | 23   | 9  | 5  | 16 | 26 | 49 |
| 1976/1977 | 16. (spadek) | 26 | 15   | 3  | 9  | 18 | 23 | 68 |

## Reprezentanci kraju grający w klubie
Stan na czerwiec 2015.
| - Rui Águas - Baltasar - António Botelho - Francisco Caló - Joaquim Carvalho - Filipe - João Galo - Germano - Carlos António Gomes - Fernando Gonçalves - Félix Guerreiro - José Henrique - José Carlos - José Lima - Marinho - Matateu - Norton de Matos - Jaime Mercês - António Nogueira - Óscar - António Pacheco - Pedras - Silas - Manuel Vasques - Celson - Cuca - Nelo - Rudy | - Amit Quluzadə - Georgi Welinow - Stéphane Agbré - Minor López - Ailton - Bacar Baldé - Mutaro Embalo - Eridson - João Mário - Jonas Mendes - Almami Moreira - Muhamed Malá Sanó - Emílio da Silva - Zézinho - Au Yeung Yiu Chung - Calton Banze - John Ugochukwu - Carlitos - Dady - Domingos Gomes - Lito - Pedro Moreira - Vítor Moreno - Nélson Veiga - Artur Jorge Vicente - Ibrahim Kargbo - Luís Leal - Kalombo N’Kongolo |